# Adolf Baginsky
Adolf Aron Baginsky (Ratibor, 22 maggio 1843 – Berlino, 15 maggio 1918) è stato un pediatra tedesco.

## Biografia
Fratello maggiore di Benno Baginsky, studiò medicina a Berlino e a Vienna: il sette maggio 1866 si laureò all'Università Humboldt di Berlino e, nello stesso anno, divenne assistente di Ludwig Traube.
Nel 1877 fondò con Alois Monti la rivista scientifica Centralzeitung für Kinderheilkunde, che nel 1879 diventò Archiv für Kinderheilkunde; nel 1882 gli fu assegnata la prima posizione di insegnamento. Nel 1890 fondò con Rudolf Virchow l'ospedale pediatrico Kaiser-und Kaiserin Friedrich Krankenhaus, di cui assunse la direzione fino al primo aprile 1898. Nel 1892 venne nominato professore straordinario, incarico che mantenne fino al 1907, anno in cui divenne professore ordinario.

## Opere
- Adolf Baginsky, Handbuch der Schulhygiene, Berlino, 1877.
- Adolf Baginsky, Praktische Beiträge zur Kinderheilkunde, Tubinga, 1880-1883.
- Adolf Baginsky, Lehrbuch der Kinderkrankheiten, Berlino, 1892.
- Adolf Baginsky, Die Serumtherapie der Diphterie, Berlino, 1895.